# بیکر (ایلینوی)

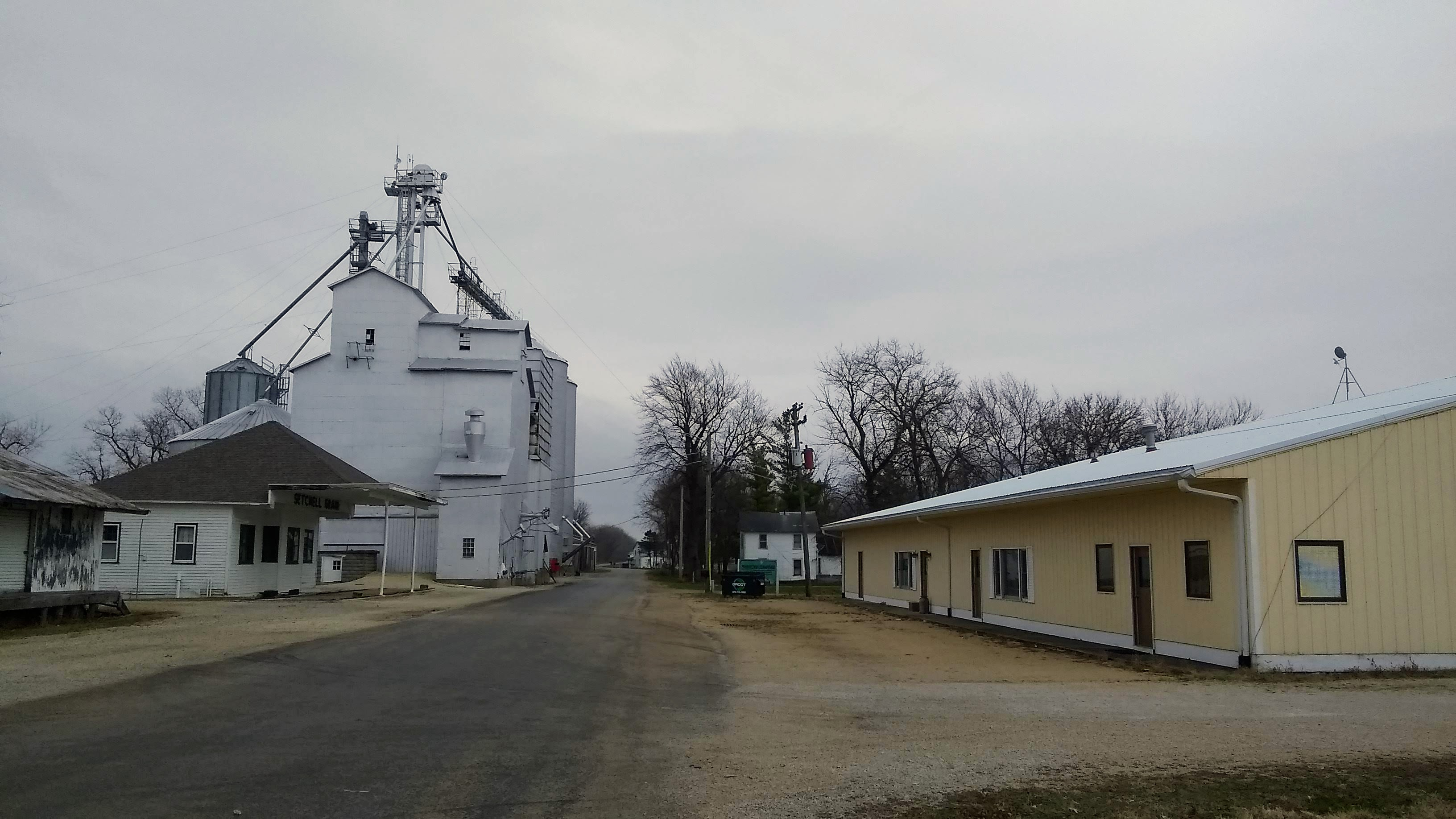
نمایی از شهر بیکر

بیکر (به انگلیسی: Baker) یک منطقهٔ مسکونی در ایالات متحده آمریکا است که در شهرستان لاسال، ایلینوی واقع شده‌است. بیکر ۲۰۵ متر بالاتر از سطح دریا واقع شده‌است.